# Hidrocera
Hidrocera (lat. Hydrocera), monotipskki biljni rod iz tropske južne i jugoistočne Azije. Jedina vrsta je uspravna, razgranata, poluvodena, zeljasta višegodišnja biljka H. triflora, iz porodice Balsaminaceae, dio reda vrjesolike.
Donji dijelovi stabljike su potopljeni u vodi, pa voli mirnu ili stajaću vodu u bazenima, jezerima, rižinim poljima, močvarnim mjestima i jarcima.
Cvjetovi su joj roze boje, i koriste se za izradu crvene boje za nokte.
Na Crvenom popisu ugroženih vrsta IUCN-a (2013.), klasificirana je kao 'najmanje zabrinjavajuća'.

## Sinonimi
- Balsamina angustifolia Blume
- Hydrocera angustifolia (Blume) Blume ex Wight & Arn.
- Impatiens angustifolia Blume
- Impatiens baccifera Roxb. ex Wight & Arn.
- Impatiens natans Willd.
- Impatiens triflora L.
- Tytonia natans (Willd.) G.Don
- Tytonia triflora (L.) C.E.Wood